# Iúri Kózin

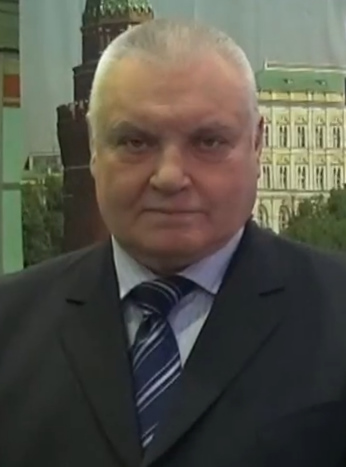
Iúri Kózin (2017)

Iúri Ievguênievitch Kózin (em russo:  Юрий Евгеньевич Козин; 20 de setembro de 1948, em Moscou) é um russo, ex-halterofilista da União Soviética.
Iúri Kózin ganhou a medalha de ouro na Spartakiada de 1971, com um total combinado de 567,5 kg (197,5 kg no desenvolvimento, movimento-padrão abolido em 1973, 157,5 kg no arranque e 212,5 kg no arremesso), na categoria peso-pesado (até 110 kg).
Nesse mesmo ano, ele foi campeão mundial, com um total de 552,5 kg, na categoria até 110 kg.
QUADRO DE RESULTADOS
| Ano                           | Lugar                    | Categoria          | Marca (kg) / pos.  | Marca (kg) / pos.  | Marca (kg) / pos.  | Marca (kg) / pos.  | Ref.               |
| Ano                           | Lugar                    | Categoria          | Desenv.            | Arranque           | Arremesso          | Total              | Ref.               |
| Campeonato Mundial            | Campeonato Mundial       | Campeonato Mundial | Campeonato Mundial | Campeonato Mundial | Campeonato Mundial | Campeonato Mundial | Campeonato Mundial |
| ----------------------------- | ------------------------ | ------------------ | ------------------ | ------------------ | ------------------ | ------------------ | ------------------ |
| 1971                          | Lima, Peru               | –110 kg            | 200 /              | 150 / 7            | 202,5 /            | 552,5 /            | [ 2 ] [ 3 ]        |
| Spartakiada                   |                          |                    |                    |                    |                    |                    |                    |
| 1971                          | Moscou, RSFS da Rússia   | –110 kg            | 197,5              | 157,5              | 212,5              | 552,5 /            | [ 4 ]              |
| 1975                          | Vilnius, RSS da Lituânia | –110 kg            | —                  | 160                | 222,5              | 382,5 / 5          | [ 4 ]              |
| Campeonato da União Soviética |                          |                    |                    |                    |                    |                    |                    |
| 1971                          | Moscou, RSFS da Rússia   | –110 kg            | 197,5              | 157,5              | 212,5              | 567,5 /            | [ 4 ]              |
| 1972                          | Tallinn, RSS da Estônia  | –110 kg            | 208                | —                  | —                  | Sem marca          | [ 4 ]              |
| 1973                          | Donetsk, RSS da Ucrânia  | –110 kg            | —                  | 162,5              | 207,5              | 370 / 4            | [ 4 ]              |
| 1975                          | Vilnius, RSS da Lituânia | –110 kg            | —                  | 160                | 222,5              | 382,5 / 5          | [ 4 ]              |

Os campeonatos soviéticos de 1971 e de 1975 foram organizados conjuntamente com a Spartakiada
Quadro de recordes

Kózin definiu seis recordes mundiais — cinco no desenvolvimento e um no arremesso, na categoria até 110 kg:
| Data       | Prova           | Marca    | Classe de peso | Lugar   |
| ---------- | --------------- | -------- | -------------- | ------- |
| 01.10.1971 | Desenvolvimento | 200,5 kg | –110 kg        | Moscou  |
| 23.07.1971 | Desenvolvimento | 204 kg   | –110 kg        | Moscou  |
| 14.04.1972 | Desenvolvimento | 208 kg   | –110 kg        | Tallinn |
| 14.05.1972 | Desenvolvimento | 210,5 kg | –110 kg        | Moscou  |
| 14.05.1972 | Arremesso       | 221 kg   | –110 kg        | Moscou  |
| 14.07.1972 | Desenvolvimento | 213,5 kg | –110 kg        | Riga    |